# 科里保卡拉山
14°34′34″S 72°49′14″W / 14.57611°S 72.82056°W
科里保卡拉山（Quri Pawkara），是秘魯的山峰，位於該國南部阿普里馬克大區，由安塔班巴區和胡安埃斯皮諾薩梅德拉諾區負責管轄，屬於萬索山脈的一部分，海拔高度5,000米。